# Scleria sobolifer
Scleria sobolifer är en halvgräsart som beskrevs av E.F.Franklin. Scleria sobolifer ingår i släktet Scleria och familjen halvgräs.
Artens utbredningsområde är KwaZulu-Natal. Inga underarter finns listade i Catalogue of Life.